# Pastýřský list
Pastýřský list je dopis ordináře (nejčastěji biskupa diecéze či biskupů církevní provincie nebo státu) určený věřícím či kněžím. V prvním případě bývá obvykle čten o nedělích namísto či během kázání. Pastýřské listy jsou běžné například v římskokatolické církvi či starokatolické církvi.

## Známé pastýřské listy
- Hlas biskupů a ordinářů věřícím v hodině velké zkoušky (českoslovenští biskupové, Československo 1949)
- Nezabiješ! (orig. Не убий!, metropolita Šeptyckyj Ukrajina 1942)